# Przystań morska w Świnoujściu-Karsiborze
Przystań morska w Świnoujściu–Karsiborze – przystań morska (1966–2018 port morski) na wyspie Karsibór, nad wschodnią częścią starego koryta Mulnik, położony w woj. zachodniopomorskim, w gminie miejskiej Świnoujście, w części miasta Karsibór. Znajduje się w północno-zachodniej części wyspy Karsibór, nad wschodnią częścią starego koryta Świny, która obecnie stanowi jedną z zatok Starej Świny.
Tabliczka na budynku w przystani informuje, że dopuszczalne obciążenie nabrzeża wynosi 400 kg/m². Administratorem przystani jest Urząd Morski w Szczecinie. Port nie posiada bosmanatu. Dyrektor urzędu morskiego nie określił infrastruktury zapewniającej dostęp do tego przystani.
W 1966 Minister Żeglugi ustalił w Karsiborze port morski. W 2002 w granicach administracyjnych portu znajdowało się akwatorium o powierzchni 0,0141 km². Port miał nabrzeże Oczepowe o długości 66,00 m. Działka lądowa portu obejmowała powierzchnię 3775 m².
W jego miejsce w 2017 ustanowiona została przystań morska, a w 2018 został on zniesiony. Przy znoszeniu statusu portu morskiego brano pod uwagę wielkość zajmowanego przez niego obszaru i funkcję (zaplecze lądowe turystyki morskiej, przystań jachtowa oraz niewielka funkcja rybacka), którą uważano za niewłaściwą dla statusu portu morskiego. Port był wykorzystywany jedynie przez jednostki sportowo-rekreacyjne i cumował tam przeważnie jeden większy jacht oraz kilka kajaków, wykorzystywanych do celów komercyjnych. Właściciele innych jednostek poszukiwali innych miejsc do ich postuje poza granicami portu, co dotyczyło w szczególności osób prowadzących działalność rybacką.
Teren przystani jest objęty obszarem ochrony siedlisk „Uznam i Wolin” (PLH320019 2) oraz obszarem specjalnej ochrony ptaków Delta Świny.
Ok. 0,7 km na zachód od przystani morskiej nad brzegiem znajduje się prywatna przystań jachtowo-kajakowa.